# Lugdunám
A lugdunám (angol lugduname) a jelenleg ismert egyik legerősebb édesítőszer: kb. 220 000–300 000-szer erősebb a cukornál. A guanidino-karbonsav típusba tartozik, melynek tagjai különösen édesek. A lugdunám esetén a guanidinhez ecetsav kapcsolódik.
Élelmiszerekben történő használatára nincs jóváhagyás, és várhatóan nem is lesz, mivel az édesítőkkel szemben más követelmények is vannak (toxicitás, utóíz, a lebontás ill. kiválasztás módja stb.). Élelmiszerekben többnyire az aszpartámot használják, bár lebontásakor fenilalanin keletkezik, így a fenilketonuriában szenvedőknek kerülniük kell.
A szert 1996-ban a Lyoni Egyetemen fejlesztették ki. Innen kapta a nevét: Lugdunum Lyon neve volt a Római Birodalomban.

## Fordítás
- Ez a szócikk részben vagy egészben  a   Lugduname című angol Wikipédia-szócikk fordításán alapul.  Az eredeti cikk szerkesztőit annak laptörténete sorolja fel. Ez a jelzés csupán a megfogalmazás eredetét és a szerzői jogokat jelzi, nem szolgál a cikkben szereplő információk forrásmegjelöléseként.